# Slots-A-Fun Casino
Le Slots-A-Fun Casino est un des plus petits casinos situés sur le Las Vegas Strip. Détenu par le MGM Mirage, il est adjacent au Circus Circus. Il en est indépendant et fournit son propre service de casino.
Le Slots-A-Fun est bien connu pour sa nourriture spéciale, tel que la demi-livre de hot dog pour 1,99 dollar [Quand ?]. Il abrite des restaurants Subway et Noble Roman's.